# Sanys coenotype
Sanys coenotype là một loài bướm đêm trong họ Erebidae.